# Berlou
Berlou is een gemeente in het Franse departement Hérault (regio Occitanie) en telt 185 inwoners (2004). De plaats maakt deel uit van het arrondissement Béziers.

## Geografie
De oppervlakte van Berlou bedraagt 11,4 km², de bevolkingsdichtheid is 16,2 inwoners per km².

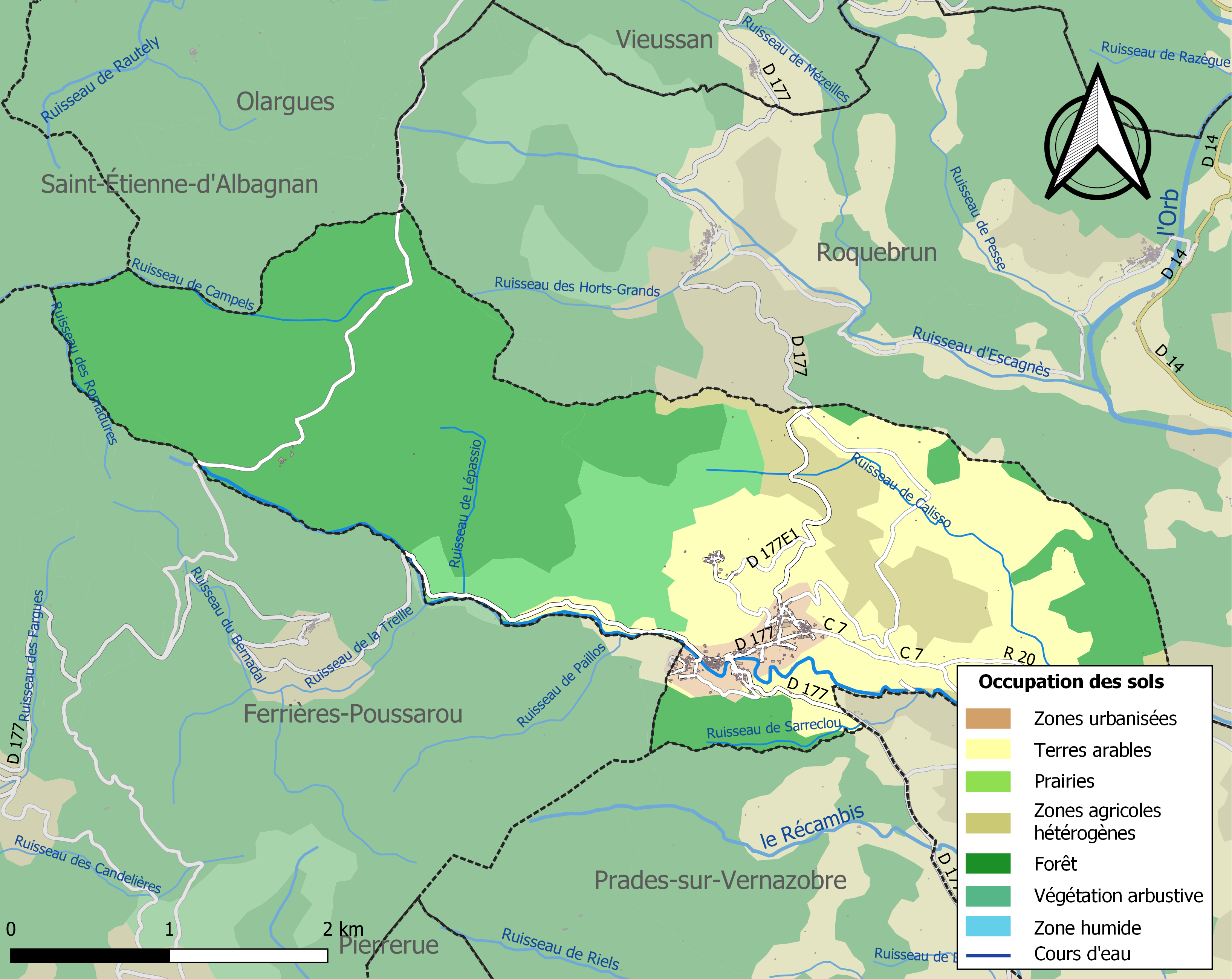
Kaart van de gemeente met de belangrijkste infrastructuur, bodemgebruik en omliggende gemeenten

## Demografie
Onderstaande figuur toont het verloop van het inwonertal (bron: INSEE-tellingen).